# Phyllachora buddleiae
Phyllachora buddleiae är en svampart som beskrevs av G. Arnaud 1934. Phyllachora buddleiae ingår i släktet Phyllachora och familjen Phyllachoraceae.   Inga underarter finns listade i Catalogue of Life.